# Szuszo állomás
Szuszo (Suseo) állomás a szöuli metró 3-as és Szuin–Pundang (Suin–Bundang) vonalának állomása Szöul Kangnam-ku (Gangnam-gu) kerületében, valamint a Szuszo (Suseo) nagysebességű vasútvonal (SRT) vasútállomása is 2016 decembere óta. A metróállomások földalattiak, az SRT állomása felszíni.

## Viszonylatok
| 3-as vonal                                             | 3-as vonal              | 3-as vonal                                                    |
| ------------------------------------------------------ | ----------------------- | ------------------------------------------------------------- |
| Irvon (Irwon) Tehva (Daehwa) felé                      | fő vonal                | Karak (Garak) piac Ogum (Ogeum) felé                          |
| Szuin–Pundang (Suin–Bundang) vonal                     |                         |                                                               |
| Temoszan (Daemosan) Cshongnjangni (Cheongnyangni) felé | Pundang (Bundang) vonal | Pokcsong (Bokjeong) Incshon (Incheon) és Koszek (Kosaek) felé |
| SRT                                                    |                         |                                                               |
| végállomás                                             | Nagysebességű vasút     | Tongthan (Dongtan) Puszan (Busan) vagy Mokpho (Mokpo) felé    |